# Lige Conley
Lige Conley, nome artístico de Elijah Crommie (5 de dezembro de 1897 – 11 de dezembro de 1937) foi um ator norte-americano da era do cinema mudo. Nascido em St. Louis, Missouri, a 1897, Conley apareceu em 140 filmes entre 1915 e 1938. Faleceu em Hollywood, Califórnia, a 1937.